# Rio Cristorel
O Rio Cristorel é um rio da Romênia, afluente do Borşa, localizado no distrito de Cluj.